# Bio.
Bio. – brytyjska, rozrywkowo-dokumentalna stacja telewizyjna, której właścicielem jest A+E Networks UK, należący do A+E Networks oraz British Sky Broadcasting. Kanał wystartował w październiku 2000 roku jako The Biography Channel. Obecna nazwa kanału funkcjonuje od 1 stycznia 2009 roku.
Stacja emituje programy, w których przedstawione są biografię sławnych ludzi, polityków, itp.
Kanał dostępny jest w ofercie platform satelitarnych i u operatorów satelitarnych takich jak Sky Digital, Virgin Media czy UPC Ireland, a także dzięki IPTV w TalkTalk TV.
Kanał zakończył nadawanie pod koniec 2013 i został zastąpiony przez brytyjską wersję Lifetime.